# 大学の暴れん坊
『大学の暴れん坊』（だいがくのあばれんぼう）は、1959年11月18日に公開された日活の柔道を扱ったアクション映画で、監督は古川卓巳。

## 配役
- 赤木圭一郎: 竜崎三四郎
- 芦川いづみ : 人見千思子
- 佐野浅夫 : 須藤平蔵
- 稲垣美穂子 : 須藤美也子
- 藤村有弘 : 小沢
- 木浦佑三 : 毛利
- 白木マリ : 三原圭子
- 梅野泰靖 : 人見兼作
- 野呂圭介 : 山之辺
- 内田良平 : 法元
- 伊藤寿章 : 末松博士
- 葵真木子 : とんちゃん
- 下絛正巳 : 西山
- 相原巨典 : 不夜城の副支配人
- 山田美智子 : ホステス・ナナ子
- 津田秀水 : 聖城大学教授
- 緑川宏 : 聖城大学教授
- 須藤孝 : 聖城大学ラグビー部員
- 水田島良治 : 聖城大学ラグビー部員
- 西博章 : 聖城大学ラグビー部員
- 松崎俊二郎 : 聖城大学柔道部員
- 松下達夫 : 人見の入院する病院の医師
- 高田保 : イタチの勝
- 宮崎準 : 病院の医師
- 横田陽子 : 湯本看護婦
- 木島一郎 : 佐久間組社員
- 深江章喜 : 佐久間組子分
- 近江大介 : 佐久間組子分
- 二本柳寛 : 佐久間竹次郎
- 葉山良二 : 田口喬

## スタッフ
- 監督 ： 古川卓巳
- 脚本 ： 高岩肇、古川卓巳
- 企画 ： 岩井金男
- 原案 :  城戸礼
- 音楽 ： 小杉太一郎
- 編集 : 辻井正則
- 撮影 : 伊佐山三郎